# Sami Vänskä
Sami Vänskä, född 26 september 1976, är en finländsk musiker. År 1998 anslöt han sig till symphonic power metal-bandet Nightwish, när det var dags att spela in deras andra album - Oceanborn. På det tidigare albumet Angels Fall First (1997) spelade gitarristen Emppu Vuorinen basslingorna, eftersom man då saknade basist.
Efter inspelningen av EP-skivan Over the Hills and Far Away år 2001 fick Vänskä "sparken" av keyboardisten, grundaren och låtskrivaren Tuomas Holopainen - på grund av att deras delade musikaliska åsikter kunde hota bandets framgångar.
Istället ersattes han av Sinergys och Tarots basist och sångare Marco Hietala.
Vänskä och Holopainen är idag goda vänner, men har inga planer på att återuppta samarbetet.